# Ringerike Panthers
Ringerike Panthers är en norsk ishockeyklubb från Hønefoss som grundades den 14 januari 1975. Laget spelar säsongen 2021/2022 i Norges högsta division Fjordkraftligaen.
Klubben spelar sina hemmamatcher i Schjongshallen.